# Sulejmen Eskerajew
Sulejmen Eskerajew (kaz. Сүлеймен Есқараев, ur. 17 sierpnia 1897 w obwodzie syrdaryjskim, zm. 25 lutego 1938) – radziecki polityk, działacz partyjny.

## Życiorys
W 1918 wstąpił do Armii Czerwonej, 1919-1920 uczył się w szkole budownictwa radzieckiego i partyjnego w Taszkencie, po czym został instruktorem Syrdaryjskiego Komitetu Obwodowego RKP(b) i Komitetu Wykonawczego Syrdarskiej Rady Obwodowej. W 1921 kierował Wydziałem ds. Pracy na Wsi Komitetu Powiatowego RKP(b) w Ak-Meczecie (obecnie Kyzyłorda), 1921-1922 był zastępcą przewodniczącego Syrdaryjskiej Obwodowej Czeki, 1922-1923 przewodniczącym Komitetu Wykonawczego Powiatowo-Miejskiej Rady Ak-Meczetu, a 1923-1924 zastępcą przewodniczącego Kolegium Partyjnego Centralnej Komisji Kontrolnej Komunistycznej Partii (bolszewików) Turkiestanu. Od marca do grudnia 1924 był przewodniczącym Komitetu Wykonawczego Syrdaryjskiej Rady Obwodowej, 1924-1925 kierownikiem Wydziału Organizacyjnego Syrdaryjskiego Komitetu Gubernialnego RKP(b), od kwietnia 1925 do stycznia 1928 ludowym komisarzem spraw wewnętrznych Kirgiskiej ASRR/Kazachskiej ASRR, a od stycznia do grudnia 1929 naczelnikiem Kazachskiej Krajowej Szkoły Milicji Robotniczo-Chłopskiej. Od 1930 do 1933 studiował we Wszechzwiązkowej Akademii Planowej, od lipca 1933 do marca 1936 był przewodniczącym Komitetu Wykonawczego Karagandyjskiej Rady Obwodowej, od marca 1936 do maja 1937 prokuratorem Kazachskiej ASRR/Kazachskiej SRR, a w 1937 zastępcą przewodniczącego Rady Komisarzy Ludowych Kazachskiej SRR. 8 sierpnia 1937 podczas wielkiego terroru został aresztowany, następnie skazany na śmierć i rozstrzelany.